# Dopo il matrimonio
(Jacob)
Dopo il matrimonio (Efter brylluppet) è un film del 2006 diretto da Susanne Bier.
Presentato fuori concorso nella sezione Cinema 2006 alla Festa del Cinema di Roma 2006, è uscito nelle sale italiane il 22 dicembre 2006.
È stato candidato ai Premi Oscar 2007 come miglior film straniero, statuetta poi vinta dal tedesco Le vite degli altri.

## Trama
Per Jacob e il suo orfanotrofio in India c'è l'opportunità di avere un grande finanziamento da una ricca società danese. Condizione necessaria per ottenere questo sostegno è quella di tornare nella sua Danimarca, per esporre nel miglior modo possibile il proprio piano di investimenti ai finanziatori. Siamo ad otto giorni dal compleanno del suo figlioccio Pramod, e Jacob, che non torna nella sua terra natale da quando era ragazzo, nonostante sia un po' restio, accetta di partire.
A Copenaghen viene ospitato in una lussuosa suite di un modernissimo albergo, quindi il futuro genero del suo finanziatore lo accompagna da quest'ultimo. Jacob scopre che il grande imprenditore in realtà deve ancora decidere a quale associazione dare questo cospicuo contributo, ma capisce di essere in vantaggio sui possibili concorrenti anche per la simpatia che gli dimostra Jørgen Hanssen che lo invita al matrimonio della figlia Anna il giorno seguente.
Già durante la cerimonia Jacob riconosce la moglie di Jørgen Hanssen, Helene, sua vecchia fiamma. Lei si mostra turbata, date le particolari circostanze in cui si lasciarono venti anni prima. Durante un brindisi la sposa, ringraziando i genitori, ricorda come il padre l'abbia cresciuta amorevolmente pur non essendo lei la sua figlia biologica. Queste parole fanno intuire a Jacob che quella potrebbe essere sua figlia e, congedandosi contrariato, si riserva di chiarire le cose con Helene, il giorno seguente. Alla presenza anche del marito, in una discussione animata, Helene dice a Jacob che lei avrebbe voluto informarlo della sua gravidanza ma lui risultò introvabile, per anni. D'altra parte lei avendo lasciato un ragazzo dissoluto e che l'aveva tradita con la sua migliore amica, e avendo trovato subito un uomo premuroso che l'ha amata, evidentemente per rintracciarlo non ha fatto molto più di quanto le imponesse il dovere. Jacob è sconvolto ma ancor di più lo è Anna, cui avevano sempre raccontato che il padre fosse morto. Padre e figlia così fanno timidamente conoscenza, senza che Helene, e soprattutto Jørgen, pongano alcun ostacolo né mostrino alcun segno di gelosia, consci forse di essere un po' in difetto verso entrambi.
Ma Jørgen va decisamente oltre. Posto come condizione che sua figlia Anna gestisca i fondi insieme al padre naturale, opta per il progetto di Jacob, riconoscendogli una cifra tre volte superiore a quella già esorbitante promessa in un primo tempo. Trattiene poi Jacob in Danimarca più del dovuto con delle scuse e si preoccupa che questo si riconcili con sua moglie.
La prima a scoprire cosa ci sia dietro questo comportamento singolare e questa serie di strane coincidenze che hanno sconvolto la vita della sua famiglia, è proprio Helene. Il marito soffre di un male incurabile e sa di avere pochi mesi di vita di fronte a sé. Con questa prospettiva, per il bene della moglie e della famiglia, ha ritrovato Jacob, ne ha studiato un po' la situazione, e quindi incontratolo, ha capito come effettivamente potesse essere la persona giusta per continuare ad avere cura dei propri affetti, che era la cosa che più lo preoccupava.
Jacob, scoperto questo piano, reagisce all'impressione di sentirsi manipolato. I fondi coi quali potrà esaudire i suoi sogni in India si renderanno disponibili solo se lui deciderà di restare in Danimarca. Questo lo pone in enorme difficoltà, avendo pianificato la sua vita per i bambini orfani ed essendosene affiliato uno, Pramod, che lo sta aspettando. Quando Anna scopre di essere già stata tradita dal marito e si rifugia tra le braccia di Jacob, questi scopre però un sentimento mai provato prima, e capisce quanto sia importante che lui resti lì, per la figlia, per Helene, e per gli altri due bambini che presto Jørgen dovrà lasciare.
Jørgen muore e Jacob ne prende il posto, come pianificato. Jacob si reca poi in India dove è iniziata la ristrutturazione del suo orfanotrofio. Pramod lo accoglie a braccia aperte ma quando lui gli chiede se vuole andare a vivere con lui in Danimarca, il bambino gli dice di no, ricordandosi i giudizi negativi da lui stesso espressi riguardo alle "persone ricche" che la popolano.

## Riconoscimenti
- Premi Robert 2007
  - Miglior attrice non protagonista (Stine Fischer Christensen)